# Jason Gould
Jason Emanuel Gould, född den 29 december 1966 i New York, är en amerikansk skådespelare och författare. Gould är son till sångerskan och skådespelerskan Barbra Streisand och skådespelaren Elliott Gould.
Gould har medverkat i ett flertal filmer, men vill numera helst vara bakom kameran. Han gick ut med att han är homosexuell 1991.